# Popillia schizonycha
Popillia schizonycha – gatunek chrząszcza z rodziny poświętnikowatych, podrodziny rutelowatych i plemienia Anomalini.
Gatunek ten został opisany w 1913 przez Johna Gilberta Arrowa.
Ciało długości od 11 do 12,5 mm i szerokości od 6,5 do 7,5 mm, szerokie i masywne, umiarkowanie z wierzchu wypukłe, gładkie i błyszczące. Ubarwienie głęboko zielone, złocistozielone lub miedziane z pokrywami ciemnozielonymi, niebiesko-czarnymi lub rudymi z metalicznie zielonym połyskiem i ciemniejszymi bokami. Głęboko czerwoną barwę mają niekiedy nadustek, odnóża i czubek odwłoka. Głowa z przodu gęsto punktowana, z nadustkiem gęsto pomarszczenie punktowanym. Przedplecze bardzo delikatnie i skąpo punktowane, wyraźnie po bokach obrzeżone białymi włoskami, które występują również na bokach spodu ciała i w dużych, okrągłych łatkach na pygidium. Na pokrywach, za tarczką, głębokie zagłębienie. Na każdej pokrywie pięć punktowanych, silnie zagłębionych rzędów i szeroki, opatrzony nieregularną linią dużych punktów międzyrząd okołoszwowy. Śródpiersie z wyrostkiem.
Chrząszcz orientalny, endemiczny dla Indii, znany z gór Nilgiri.